# (18359) Jakobstaude
(18359) Jakobstaude (1990 TL7) – planetoida z pasa głównego asteroid okrążająca Słońce w ciągu 5,01 lat w średniej odległości 2,92 j.a. Odkryta 13 października 1990 roku.